# بن اپتی
بُن اَپتی (انگلیسی: Bon Appétit) یک مجله تخصصی غذا و سرگرمی در ایالات متحده آمریکا است که از سال ۱۹۵۶ منتشر می‌شود و شامل دستور پخت غذا، ایده‌های سرگرم‌کننده، پیشنهاد غذاخوری و رستوران، و نقد و بررسی شراب است. این مجله متعلق به شرکت کوندی نست است و دفتر مرکزی آن در مرکز تجارت جهانی یک واقع شده‌است. بُن اَپتی به دلیل افزایش حضور آنلاین خود در سال‌های اخیر از طریق استفاده از رسانه‌های اجتماعی، انتشار دستورهای پخت غذا و شیرینی در وب سایت خود و راه‌اندازی یک کانال رسمی پرطرفدار در یوتیوب شناخته شده‌است.
بُن اَپتی در سال ۱۹۵۶ به‌صورت بروشور اطلاع‌رسانی برای یک فروشگاه مشروب‌فروشی عرضه شد و برای نخستین بار به عنوان یک مجله دو ماهانه در دسامبر همان سال در شیکاگو منتشر شد.